# Damakawa
Das Damakawa ist eine fast ausgestorbene platoide Sprache in Nordwest-Nigeria.
Es sind zurzeit keine Sprecher der Sprache auffindbar, obwohl die ältesten Leute sich noch an einige wenige Wörter erinnern können. Etwa 80 Wörter und Phrasen wurden aufgezeichnet, mit Schwierigkeiten, bis zum April 2008. Die Sprache scheint bis dahin den Sprachwissenschaftlern unbekannt gewesen zu sein.
Die Damakawa übernahmen nach und nach die Amtssprache Englisch, einige können aber auch das C'Lela,  und es ist so, dass alle bzw. fast alle früher auch die Verkehrssprache Hausa sprechen konnten. Der Hausa-Name für die Volksgruppe ist ebenfalls Damakawa.

## Klassifikation
Die Sprache zählt zu der nordwestlichen Gruppe der West-Kainji-Untergruppe der Benue-Kongo-Sprachen, welche ihrerseits zur Sprachfamilie der Niger-Kongo-Sprachen gehören. Die Wörter, die gesammelt wurden, zeigen Ähnlichkeiten sowohl mit dem C'Lela, als auch mit den Kambari-Sprachen, und die Kambari-Wörter sind überwiegend Lehnwörter oder mis-rememberings.

## Alternative Namen
Die benachbarten Cicipu-Sprecher bezeichnen die Sprache Demakawa als 'Tidama'un'. In der Handelssprache Hausa ist der Name der Sprache Damakanci, gegeben zu den Leuten, die Damakawa genannt werden. Allerdings bevorzugen die Demakawa selbst das Wort Damakawa.

## Geografische Verbreitung
Das Volk der Damakawa hat insgesamt etwa 500-1.000 Angehörige, welche in drei Dörfern nahe Maganda im Sakaba Local Government Area in nigerianischen Bundesstaat Kebbi State leben.